# Bougainville-szigeteki berkiposzáta
A bougainville-szigeteki berkiposzáta (Horornis haddeni) a verébalakúak (Passeriformes) rendjébe, ezen belül a Cettiidae családba és a Horornis nembe tartozó faj. 13 centiméter hosszú. Bougainville erdőiben él 1000-1400 méteres tengerszint feletti magasságon. Kis gerinctelenekkel táplálkozik. Szűk elterjedési területe miatt mérsékelten fenyegetett.

## Fordítás
- Ez a szócikk részben vagy egészben  a   Bougainville bush warbler című angol Wikipédia-szócikk fordításán alapul.  Az eredeti cikk szerkesztőit annak laptörténete sorolja fel. Ez a jelzés csupán a megfogalmazás eredetét és a szerzői jogokat jelzi, nem szolgál a cikkben szereplő információk forrásmegjelöléseként.